# Ruth Wilson
Ruth Wilson MBE, född 13 januari 1982 i Ashford, Storbritannien, är en brittisk skådespelerska.
Vid Golden Globe-galan 2015 fick Wilson pris i kategorin "Bästa kvinnliga huvudroll i en TV-serie – drama" för rollen som Alison Lockhart i The Affair. Hon har dessutom nominerats i fyra BAFTA, varav hon vann priset i BAFTA Cymru (Wales variant) som bästa skådespelerska i His Dark Materials.

## Filmografi i urval
- 2006 – Jane Eyre (TV-serie)
- 2007 – Capturing Mary (TV-serie)
- 2010 – Luther (TV-serie)
- 2012 – Anna Karenina
- 2013 – The Lone Ranger
- 2013 – Saving Mr. Banks
- 2014–2019 – The Affair (TV-serie)
- 2019–2022 – His Dark Materials (TV-serie)
- 2021 – Oslo (TV-film)
- 2022 – See How They Run
- 2023 – The Woman in the Wall (TV-serie)

- 2024 – En kunglig skandal (TV-serie)